# Alesis Fusion

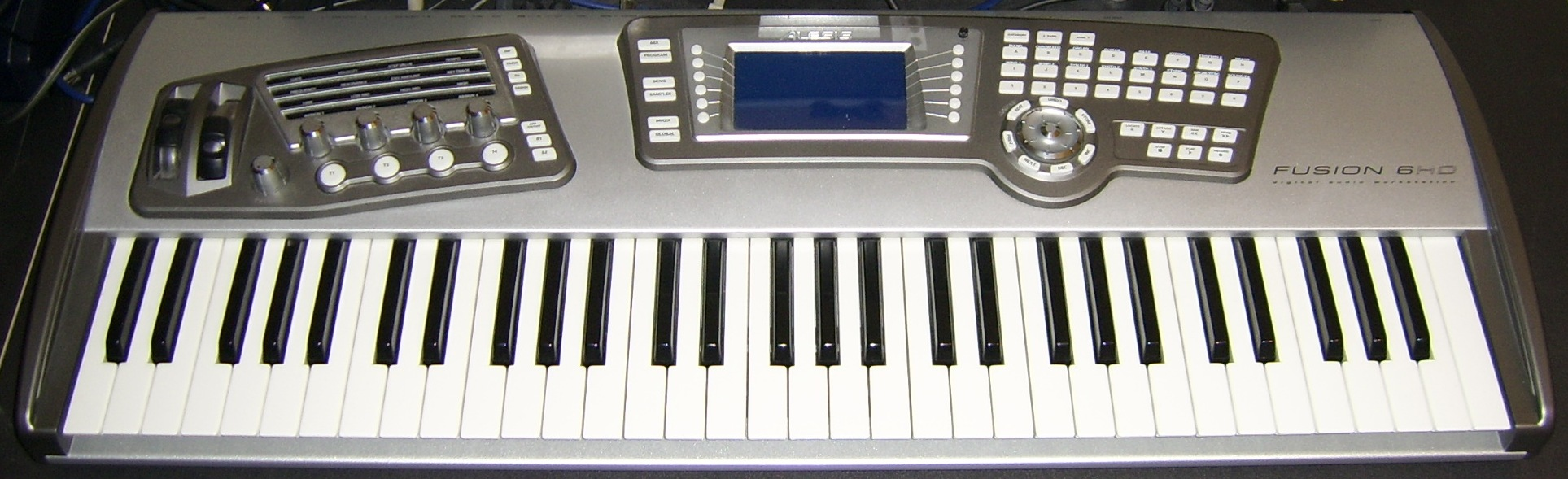
Alesis Fusion 6HD

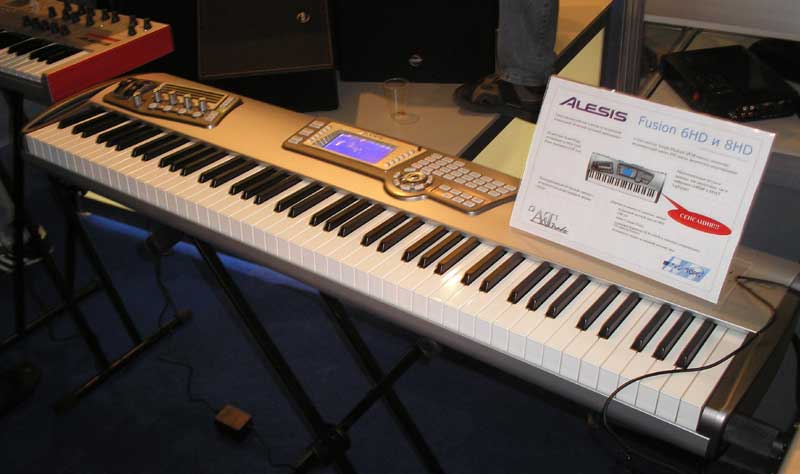
Alesis Fusion 8HD

Die Alesis Fusion ist eine Synthesizer-Workstation von Alesis mit 4 integrierten Klangerzeugungsverfahren und einem 32 Spur MIDI + 8 Spur Sequenzer. Sie wurde 2005 vorgestellt und die Herstellung inzwischen eingestellt. Das Instrument stand im Wettbewerb mit jahrelang etablierten Workstation-Konzepten der großen Workstation-Hersteller: Korg Triton, Yamaha Motif und Roland Fantom-X und konnte sich gegen diese letztlich nicht durchsetzen.
Sie bietet gemäß dem Hersteller Alesis eine großzügige Polyphonie, die für die einzelnen Synthese-Typen so folgendermaßen angegeben wird: Insgesamt 32-fach multitimbral, Sample Playback 272 Stimmen, FM 240 Stimmen, VA 140 Stimmen, PM Reed 60 Stimmen und PM Wind 48 Stimmen. Je nach Synthese-Typ und Komplexität der verwendeten Klänge reduziert sich die Anzahl der maximalen Stimmen dynamisch. Alesis bot das Instrument in zwei Versionen an: Als Fusion 6HD mit 61 leicht gewichteten, als Fusion 8HD mit 88 gewichteten Tasten. Das Design hat einen recht eigenständigen Charakter und die Bedienelemente wie Drehregler und Taster sind besonders deutlich herausgearbeitet. Diese Bedieneinheiten bestehen aus einem Controller-Block inklusive 2 Wheels (Pitch Bend, Modulation), dem beleuchteten Display mit mehreren Tastern rechts und links davon, sowie einem Bedienfeld für die Programmanwahl samt auffälligem Data Entry Drehrad plus Taster. Auf der Rückseite befinden sich eine Reihe von Anschlüssen (Audio, MIDI, Pedale, Stromversorgung), u. a. USB zur Verbindung mit einem PC/Mac, und einem Slot für eine CF-Karte.
Das Instrument verfügt über eine eingebaute Festplatte (40 bzw. 80 GB in späteren Modellen) für „alles“, d. h., es können dort umfangreiche Sample Libraries mit Instrumenten, Drumloops, Soundeffekte sowie mit dem Sampler aufgenommene Songs und Synthesizerprogramme dauerhaft gespeichert werden.
Das Klangspektrum ist ungewöhnlich vielseitig, da neben dem mitgelieferten Klangvorrat (ROM) auch neue Samples geladen werden können. Die Samples werden bei Bedarf ins RAM geladen, welches in der Grundausstattung 64 MB beträgt und auf 192 MB ausbaubar ist. Um die Samples in das Instrument zu transferieren, steht die Software Fusion Converter (PC/Mac) zur Verfügung, welche verschiedene gängige Sample-Formate einlesen und in das Fusion-Format konvertieren kann. Die Synthese-Typen VA, FM und PM sind ebenfalls mit einer Vielzahl an Parametern und Funktionen, sowie einer Modulations-Matrix ausgestattet. Werkseitig wurde das Instrument mit rund 1000 fertig spielbaren Presets ausgeliefert. Der Klangvorrat kann allerdings vom Besitzer erheblich erweitert und auf Festplatte bzw. CF-Cards archiviert werden. Darüber hinaus lässt sich der Datenvorrat via USB in den PC/Mac transferieren und dort sichern und verwalten. Die kostenlose Software Fusion Sort (PC) erlaubt eine komfortable Neuorganisation und Umsortierung vorhandener Presets am im Vergleich zum eingebauten LC-Display größeren Computer-Bildschirm.

## Struktur
Es existieren prinzipiell 4 Betriebsarten (Modi).
1. Sampler Mode
2. Program Mode
3. Mix Mode
4. Song Mode

Diese Modi können mit den Tastern links neben dem Display direkt ausgewählt werden.
- Im Mix Mode und Song Mode kann man über den Taster „Mixer“ einen entsprechenden Schnellzugriff für die wichtigsten Mixer-Einstellungen aufrufen.
- „Global“ ist ein spezieller Modus für Grundeinstellungen der Fusion.

### Sampler Mode
Im 16-Bit Sampler Mode können Geräusche oder Instrumente aufgenommen, bearbeitet und geloopt werden, um sie anschließend gewünschten Tasten zuzuweisen. Ein Multisample besteht aus mehreren Einzel-Samples.

### Program Mode
Ein „Program“ ist ein einzelner Sound, z. B. Klavier, Geige, Synthbass. In der Alesis Fusion kommen dafür 4 verschiedene Klangerzeugungsverfahren zum Einsatz:
1. Sampling: Bis zu 4 Multisamples können simultan wiedergegeben werden, was dynamische und komplexe Resultate erlaubt. Jedes Multisample (OSC) ist separat kontrollierbar (Lautstärke, Tonhöhe, Filter).
2. VA (Virtual Analog) siehe auch Virtuell-analoger Synthesizer: 3 Oszillatoren mit je 3 veränderbaren Wellenformen (Sinus ohne PWM, Dreieck mit PWM, Rechteck mit PWM) plus 2 mal Noise.
3. FM (FM-Synthese): 6 Operatoren lassen sich in Strukturen verknüpfen und einzeln auf den Ausgang mischen.
4. PM (Physical Modelling), dabei stehen 2 physikalische Modelle zur Verfügung
  1. Wind
  2. Reed

Die Klänge können mit bis zu 8 Hüllkurven und 8 LFOs moduliert werden, wofür eine komplexe Modulationsmatrix bereitsteht. Die Filtersektion bietet viele verschiedene Typen von Lowpass über Highpass bis Band Boost und ist bis 8-Pol schaltbar. Es gibt einen Filter für die ganze Stimme und in der Sampling-Klangerzeugung zusätzliche eingeschränkte Filter für die beiden Oszillatoren. Für Drumkits stehen 64 Filter zur Verfügung, also einer pro Oszillator.
Ein leistungsstarkes Multi-Effektgerät mit 2 Bus Effekten und bis zu 4 Insert Effekten sowie Equalizer dienen dem Feinschliff der Sounds. Die Palette der Effekte reicht von Hallprogrammen, Echo- und Delayeffekten bis zu Chorus, Flanger, Organ Rotary und verschiedenen Amp-Modellen (für Distortion- und Overdrive-Effekte) und Decimator (beabsichtigte Verringerung der Klangqualität). Insgesamt gibt es 80 Effekt-Typen plus Master 3-Band Parametric Equalizer.

### Mix Mode
In diesem Modus werden verschiedene Klänge zusammengestellt und entweder in definierbaren Zonen auf der Tastatur verteilt (Split) oder geschichtet (Layer). Bis zu 16 verschiedene Sounds können gleichzeitig mit der Tastatur gespielt, 16 weitere über die MIDI-Schnittstelle angesteuert werden.

### Song Mode
Mit dem Song Mode wird der Sequenzer aktiviert. Hier stehen maximal 32 MIDI-Spuren und 8 Audio-Spuren zur Verfügung.